# 柯林斯·法伊
柯林斯·恩戈兰·法伊（Collins Ngoran Fai，1992年8月13日—）是一名喀麦隆职业足球运动员，2024年時效力于塞尔维亚俱乐部尼什勞工足球會和喀麥隆國家足球隊。主要司职右后卫， 他也可以客串左后卫。